# Liste der Naturdenkmale in Monzelfeld
Die Liste der Naturdenkmale in Monzelfeld nennt die im Gemeindegebiet von Monzelfeld ausgewiesenen Naturdenkmale (Stand 11. März 2024).

## Naturdenkmale
| Nr.         | Bezeichnung | Lage                                         | Beschreibung                                   | Bild                                    |
| ----------- | ----------- | -------------------------------------------- | ---------------------------------------------- | --------------------------------------- |
| ND-7231-406 | Zwei Buchen | südlich des Ortes; Abteilung Hinterwald Lage | Fagus sylvatica, zwei zusammengewachsene Bäume | Direkt Bild zu diesem Denkmal hochladen |

## Ehemalige Naturdenkmale
| Nr. | Bezeichnung | Lage                                         | Beschreibung                                       | Bild                                    |
| --- | ----------- | -------------------------------------------- | -------------------------------------------------- | --------------------------------------- |
|     | Douglasie   | südlich des Ortes; Abteilung Hinterwald Lage | Pseudotsuga menziesii; Rechtsverordnung aufgehoben | Direkt Bild zu diesem Denkmal hochladen |
|     | Kreuzbaum   | nordwestlich des Ortes Lage                  | Quercus sp.; Rechtsverordnung aufgehoben           | Direkt Bild zu diesem Denkmal hochladen |